# Benoît Franssen
Benedictus Joseph (Benoît) Franssen (Maastricht, 22 april 1893 – aldaar, 2 december 1978) was een Nederlands componist, muziekpedagoog, dirigent, organist en beiaardier. Hij heeft invloed gehad op een belangrijke periode van het muziekleven in Maastricht en de omringende (Eu)regio. Door zijn nagelaten composities heeft hij een stempel gedrukt op de concertpraktijk en de ontwikkeling van de beiaardmuziek in België en Nederland.

## Persoonlijk
Hij was zoon van werktuigkundige Johan Christiaan Hubertus Franssen en Anna Henriette Scholberg. Hijzelf trouwde met Marie Josephine Defesche. Hun zoon Jean Franssen was een getalenteerd organist en een bekend pianist. Een andere zoon Theophile Franssen (1929-2000) was begenadigd organist en muziekdocent in en om Maastricht. Benoît Franssen werd benoemd tot ridder in de Orde van Oranje-Nassau, ridder in de Silvesterorde en hij was drager van het erekruis Pro Ecclesia et Pontifice.

## Levensloop
Franssen stamde uit een grote, muzikale familie waarin het rooms-katholicisme een voorname rol speelde. Zijn vader, die onder meer dirigent van het koor van de Maastrichtse Jezuïetenkerk was, betrok hem al vroeg bij de muziek. Benoît studeerde aan de Rijkskweekschool van Maastricht. Eveneens had hij, voornamelijk op eigen gelegenheid, zijn toonkunstige talenten behoorlijk weten te ontwikkelen. In Aken studeerde hij aan het Gregoriushaus, onder leiding van hoofdvakdocent en Domkapellmeister Nekes, en zijn diploma koordirectie behaalde hij aldaar. Aansluitend studeerde hij aan het Koninklijk Conservatorium Luik onder andere bij Charles Danneels (orgel), Malherbe (zang), Sylvain Dupuis (contrapunt) en Carl Smulders (harmonieleer). Met de laatstgenoemde, de Maastrichtenaar Smulders werd hij goed bevriend en die bleef het lichtend voorbeeld voor Franssen.

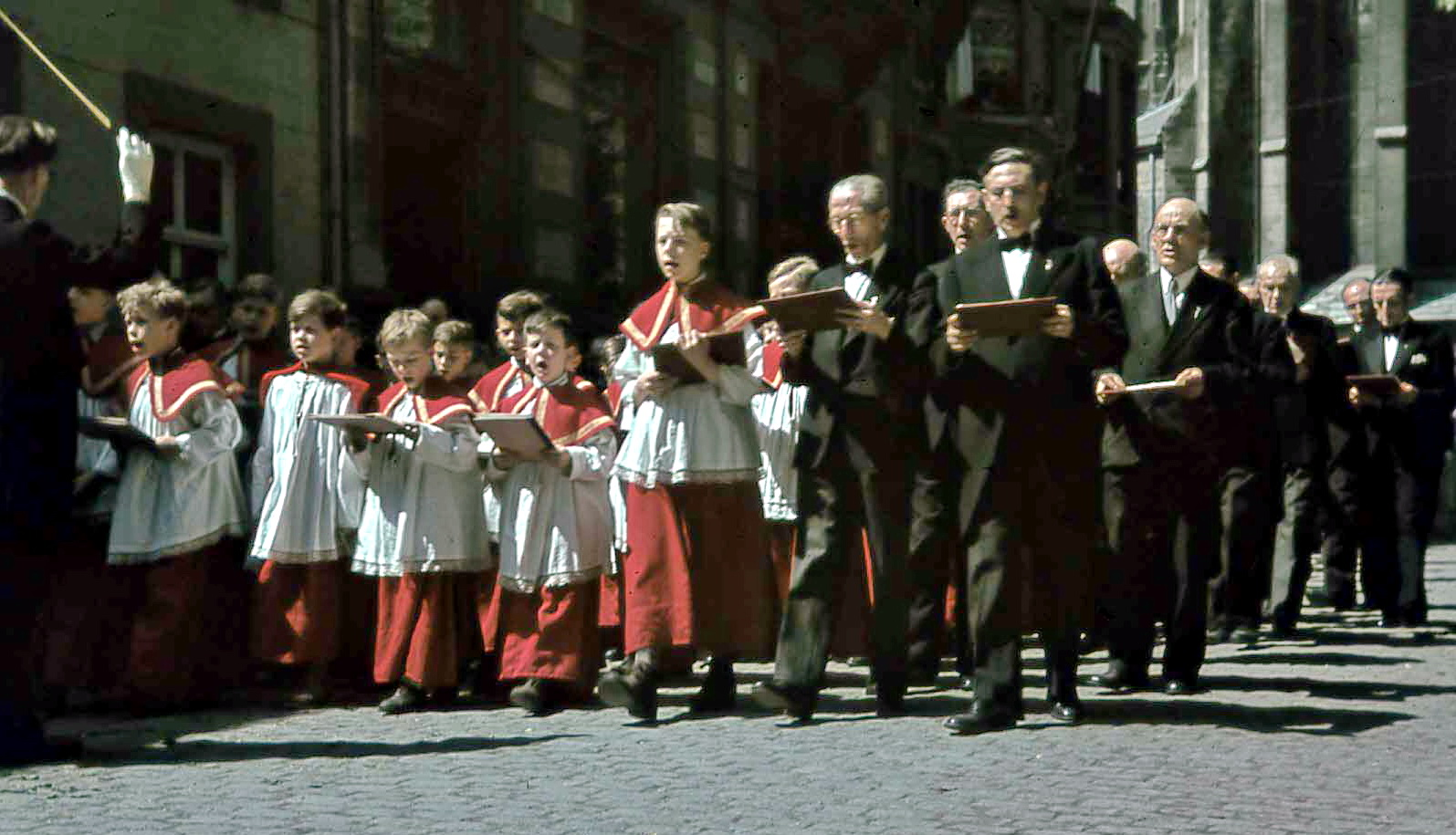
Benoît Franssen (uiterst links), achteruit lopend de Cappella Sancti Servatii dirigerend, in de Sint-Servaasprocessie, jaren '50

In 1913 werd Franssen dirigent van het toenmalige Sint Servaaskoor, later Cappella Sancti Servatii genoemd. Na zijn aanstelling zou hij langer dan een halve eeuw als cantor/organist en dirigent aan die kerk verbonden blijven (zijn beide zoons bespeelden het orgel aldaar). Naast werken van Giovanni Pierluigi da Palestrina, Orlando di Lasso, Josquin Des Prez (Missa Hercules Dux Ferrariae, 1503) en Lodovico Grossi da Viadana, voerde hij imposante, modernere missen van Alphons Diepenbrock en Hendrik Andriessen uit. Ook zelf gecomponeerde stukken nam hij op het programma, zoals lofstukken en de Messe en l'honneur de Saint Servais.
Tijdens de Eerste Wereldoorlog was Franssen als militaire kapelmeester onder de neutrale wapenen. Na de oorlog werd hij dirigent van verschillende harmonie- en fanfareorkesten in Limburg, onder andere van Fanfare "De Maasgalm", Elsloo en de Philharmonie Sittard. Eveneens pakte hij zijn studies weer op en behaalde diploma's voor muziektheorie, harmonieleer en solfège aan het Gregoriushaus in Aken en aan het Koninklijk Conservatorium Luik. Maar hij studeerde onder andere ook nog compositie bij Joseph Jongen aan het Koninklijk Conservatorium te Brussel. Hij speelde ook in het Maastrichts Stedelijk Orkest (MSO) altviool en bastuba. Vanaf 1922 was hij docent in de theoretische vakken aan de Stedelijke Muziekschool Maastricht respectievelijk aan het Stedelijk Muzieklyceum. Tot zijn leerlingen behoorden Paul Hupperts, Henri Heydendael, Gerard Kockelmans, Jean Wolfs, Louis Toebosch, Mathieu Steijns, Peter Serpenti en Willy Hageman.
In 1939 werd hij voorzitter van de Rooms-Katholieke Organisten- en Dirigentenvereniging in Nederland en in 1947 in de Landelijke Commissie voor het Staatsexamen beroepen. In 1957 werd hij directeur van het Conservatorium Maastricht.
Hij was beiaardier en componist van de zomerbeiaardconcerten in Maastricht. 

## Composities

### Missen en gewijde muziek
- Messe en l'honneur de Saint Servais

### Werken voor beiaard
- 1935 Preludium en Fuga
- 1954 Passacaglia, Koraal en Fuga
- 1954 Gondoliera
- 1955 Fantasia over "Die Winter is verganghen"
- 1955 Variaties over een thema van Paganini
- 1956 Sonata
- 1956 Suite Archaïque
- 1959 Epitaph, In Memoriam Jef Van Hoof
- 1960 Legende
- 1963 Scherzo
- 1963-1964 Sprookje
- 1963 Gavotte
- 1964 Sonatine